# Hacıalılar (Şəmkir)
Hacıalılar è un comune dell'Azerbaigian situato nel distretto di Şəmkir.